# Hieracium coloratum
Hieracium coloratum là một loài thực vật trong chi Hieracium, họ Asteraceae. Chỉ có một tiêu bản được thu thập ở Ecuador cách đây hơn 120 năm.